# 叶状鞘橐吾
叶状鞘橐吾（学名：Ligularia phyllocolea）是菊科橐吾属的植物。分布在缅甸以及中国大陆的云南等地，生长于海拔2,135米至3,350米的地区，一般生长在水边和林中，目前尚未由人工引种栽培。

## 异名
- Ligularia longipes Chang